# Donat de Besançon
Donat de Besançon o sant Donat fou bisbe de Besançon al segle VII; era fill de Waldelè i d'Èlia Flàvia (Aelia Flavia), mabdós sorgits de famílies gal·loromanes. El duc Ramelè (Ramelenus) fou el seu germà.
Canonitzat per l'església catòlica, la seva festa se celebra el 7 d'agost.